# Chris Corbould
Christopher Charles Corbould (OBE) (1958) és un coordinador d'efectes especials britànic més conegut pel seu treball en grans pel·lícules taquilleres i les escenes d'acció en 11 pel·lícules de James Bond des de la dècada de 1980. També ha treballat extensament en la sèrie de pel·lícules de Superman i Batman en els efectes digitals i les acrobàcies. Corbould ha estat guardonat amb dos doctorats honoraris de Southampton Solent University el desembre de 2009 i de la Universitat de Hertfordshire en 2011. El 2011, va guanyar l'Oscar als millors efectes visuals pel seu treball en Inception. És el germà dels supervisors d'efectes especials Neil Corbould i Paul Corbould.
El març de 2011, Corbould va anar a judici per violar les regulacions de salut i seguretat en relació amb la mort d'un especialista durant la producció de The Dark Knight en 2007. Va ser declarat no culpable.
Corbould va ser nomenat Oficial de l'Ordre de l'Imperi Britànic (OBE) en l'Any Nou amb honors 2014 pels seus serveis a pel·lícula.
El 2015, Corbould va ser acreditat amb Guinness World Records per l'"explosiu més gran en un pel·lícula" en la història del cinema per Spectre.

## Filmografia
| Any  | Pel·lícula                                         | Rol                                                                                                  |
| ---- | -------------------------------------------------- | --- |
| 2015 | Star Wars episodi VII: El despertar de la força    | Supervisor d'efectes especials                                                                       |
| 2015 | Spectre                                            | Supervisor d'efectes especials - Guinness World Records per l'"explosió més gran en una pel·lícula". |
| 2012 | Skyfall                                            | Supervisor d'efectes especials                                                                       |
| 2012 | The Dark Knight Rises                              | Supervisor d'efectes especials                                                                       |
| 2012 | John Carter                                        | Supervisor d'efectes especials                                                                       |
| 2011 | X-Men: First Class                                 | Supervisor d'efectes especials                                                                       |
| 2010 | Inception                                          | Guanyador a l'Oscar als millors efectes visuals i BAFTA als millors efectes visuals.                 |
| 2008 | Quantum of Solace                                  | Coordinador d'efectes especials                                                                      |
| 2008 | The Dark Knight                                    | Nominat als oscar als millors efectes visuals                                                        |
| 2006 | Casino Royale                                      | Supervisor d'efectes especials                                                                       |
| 2005 | Batman Begins                                      | Coordinador d'efectes especials                                                                      |
| 2003 | Lara Croft Tomb Raider: The Cradle of Life         | Director d'efectes especials                                                                         |
| 2002 | Die Another Day                                    | Supervisor d'efectes especials                                                                       |
| 2001 | Lara Croft: Tomb Raider                            | Supervisor d'efectes especials                                                                       |
| 2000 | 102 Dalmatians                                     | Coordinador d'efectes especials                                                                      |
| 1999 | The World Is Not Enough                            | Coordinador d'efectes especials                                                                      |
| 1999 | The Mummy                                          | Supervisor d'efectes especials                                                                       |
| 1998 | Firestorm                                          | Coordinador d'efectes especials                                                                      |
| 1997 | Tomorrow Never Dies                                | Supervisor d'efectes especials                                                                       |
| 1996 | The Ghost and the Darkness                         | Supervisor d'efectes especials                                                                       |
| 1995 | GoldenEye                                          | Supervisor d'efectes especials                                                                       |
| 1994 | Interview with the Vampire: The Vampire Chronicles | Supervisor d'efectes especials                                                                       |
| 1993 | Shadowlands                                        | Supervisor d'efectes especials                                                                       |
| 1993 | The House of the Spirits                           | Supervisor d'efectes especials                                                                       |
| 1993 | Son of the Pink Panther                            | Tècnic senior d'efectes especials                                                                    |
| 1992 | Chaplin                                            | Tècnic senior d'efectes especials                                                                    |
| 1992 | Alien 3                                            | Tècnic senior d'efectes especials                                                                    |
| 1992 | Far and Away                                       | Tècnic senior d'efectes especials                                                                    |
| 1991 | Hudson Hawk                                        | Tècnic d'efectes especials                                                                           |
| 1991 | Highlander II: The Quickening                      | Tècnic d'efectes especials                                                                           |
| 1990 | Nightbreed                                         | Supervisor d'efectes especials                                                                       |
| 1989 | Licence to Kill                                    | Supervisor d'efectes especials (segon equip)                                                         |
| 1988 | The Adventures of Baron Munchausen                 | Tècnic d'efectes especials                                                                           |
| 1988 | Willow                                             | Tècnic d'efectes especials                                                                           |
| 1987 | The Living Daylights                               | Tècnic d'efectes especials                                                                           |
| 1986 | Link                                               | Tècnic senior d'efectes especials                                                                    |
| 1986 | Força Delta (The Delta Force)                      | Tècnic d'efectes especials                                                                           |
| 1985 | Lifeforce                                          | Tècnic d'efectes especials                                                                           |
| 1985 | A View to a Kill                                   | Tècnic d'efectes especials                                                                           |
| 1984 | Supergirl                                          | Tècnic d'efectes especials                                                                           |
| 1983 | Krull                                              | Tècnic d'efectes especials                                                                           |
| 1983 | Superman III                                       | Tècnic senior d'efectes especials                                                                    |
| 1981 | Condorman                                          | Tècnic d'efectes especials                                                                           |
| 1980 | Superman II                                        | Tècnic d'efectes especials                                                                           |
| 1980 | Saturn 3                                           | Assistent tècnic d'efectes especials                                                                 |